# Marktleeuw

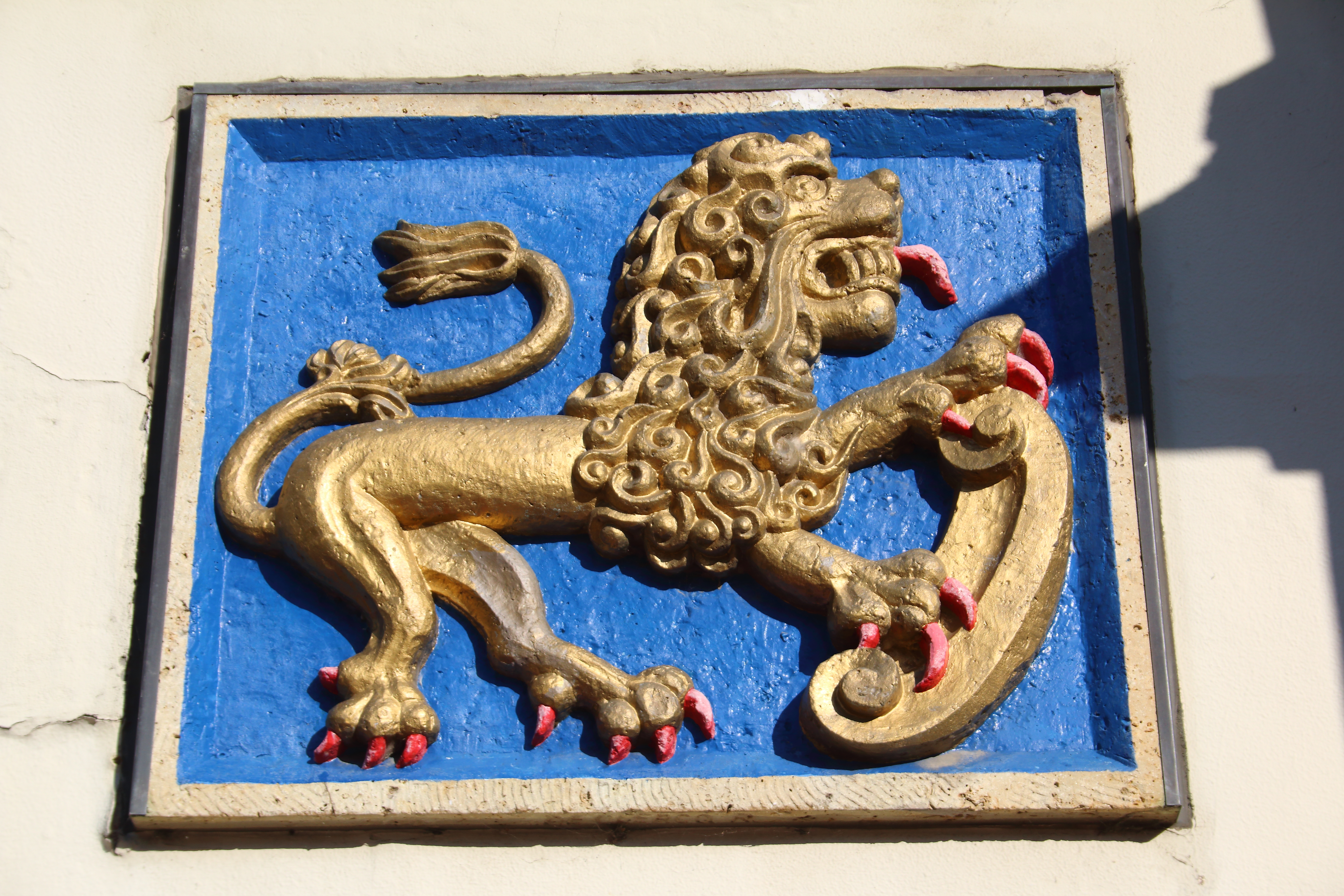
De Marktleeuw ingemetseld aan het stadhuis

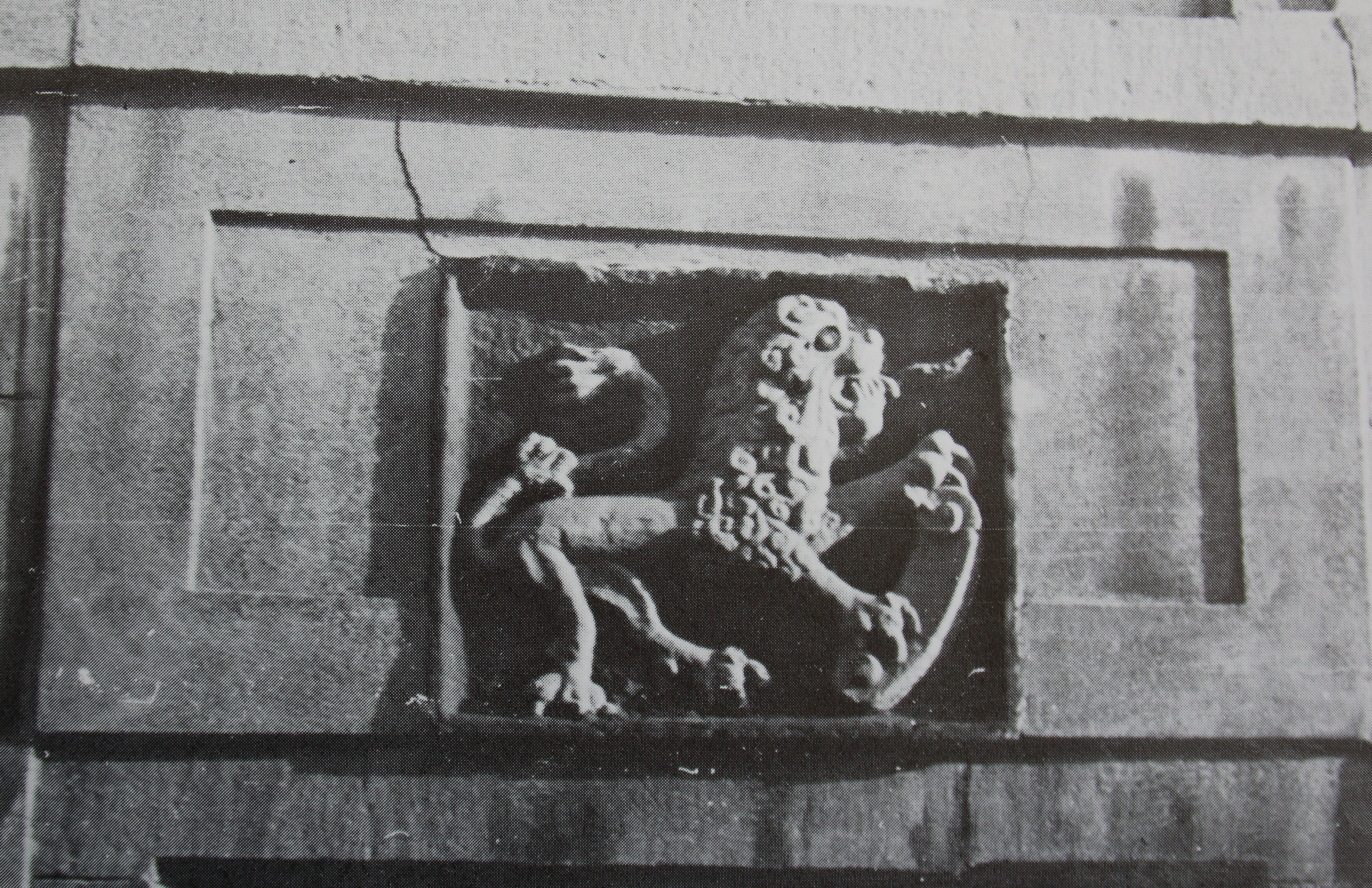
De Marktleeuw als vroeger uithangbord van In den Kleinen Leeuw

De Marktleeuw is een  gevelsteen in de Belgische stad Zottegem die zich bevindt op de gevel van het stadhuis van Zottegem op de Markt. De gevelsteen werd begin jaren 90 ingemetseld in de stadhuisgevel (dicht bij de hoek met de Heldenlaan).
De steen is een blok gepolychromeerde Balegemse steen en toont een heraldisch gaande, omgewende gouden leeuw in lazuur die met de linkerpoot steunt op een ontrolde oorkonde. De sculptuur zou dateren uit de zestiende eeuw. Waarschijnlijk herinnert de steen aan het marktrecht (eene schoone wekemerckt op den dynsdagh, tot welke merckt ghebracht worden vele en diverssche goedinghen te coope) dat Keizer Karel V aan Zottegem verleende in mei 1524 op vraag van heer van Zottegem Jacobus III van Luxemburg-Fiennes (dat wij ontfanghen hebben [...] van onsen seer lieven ghetrauwen neve, gouverneur ende cappiteyn ons lants van Vlaenderen, heere Jacob van Luxembourgh, grave van Gavre, heere van Fienes etc.) . De oorkonde luidde als volgt: Carel, bij de gratie Godts [...] voortaen 't eeuwighen daeghe in de voors. prochie van Sotteghem, een wekemerckt op dijnsdagh voor noene.
De steen bevond zich oorspronkelijk in de zijgevel van de vroegere 18de-eeuwse postkoetsuitspanning De Gouden Leeuw aan de oostkant van de Markt (hoek met de Stationsstraat). De Marktleeuw was later de gevelsteen geworden van herberg In den  Kleinen Leeuw, het hoekhuis na de opsplitsing van De Gouden Leeuw. Hij werd door uitbater Honoré de Meyer (stichter van de latere Brouwerij De Meyer) omgevormd tot uithangbord van het estaminet In den Kleinen Leeuw. De oorspronkelijke tong van de leeuw werd daarbij met een druipsteenprocedé verlengd door metselaarsfamilie De Zutter. Toen de herberg eind de jaren 80 sloot en een apotheek werd, werd de gevelsteen weggenomen en gerestaureerd. Hij werd in 1991-1992 ingemetseld in de stadhuisgevel (onder impuls van historicus Nestor Van Den Bossche en de lokale Rotary).